# Claudio Cantelli
Claudio Cantelli Jr (ur. 20 maja 1989 w Guarapuava) – brazylijski kierowca wyścigowy.

## Kariera

### Formuła Renault 2.0
Cantelli rozpoczął karierę w wyścigach samochodowych w 2006 roku, od startów w Formule Renault 2.0. Tam też występował w Brazylijskiej Formule Renault, Europejskim Pucharze Formuły Renault 2.0 oraz w edycji zimowej Brytyjskiej Formule Renault. Najlepiej spisał się w edycji brazylijskiej, gdzie dwukrotnie stawał na podium. Z dorobkiem 85 punktów ukończył sezon na 9 pozycji w klasyfikacji generalnej. 

### Formuła Renault 3.5
W 2008 roku Claudio rozpoczął starty w prestiżowej Formule Renault 3.5. Przejechał tam 15 wyścigów z ekipą Ultimate Signature oraz z zespołem RC Motorsport. Zdobył łącznie 3 punkty, co mu dało 28. miejsce w klasyfikacji kierowców.

### Formuła 3
W 2009 roku Brazylijczyk pojawił się na starcie Południowoamerykańskiej Formule 3. Siedmiokrotnie stawał tam na podium, z czego trzykrotnie na jego najwyższym stopniu. Uzbierane 96 punktów pozwoliło mu zdobyć tytuł wicemistrzowski serii.

## Statystyki
| Sezon | Seria                                     | Zespół             | Wyścigi | Zwycięstwa | PP | NO | Podium | Punkty | Pozycja |
| ----- | ----------------------------------------- | ------------------ | ------- | ---------- | -- | -- | ------ | ------ | ------- |
| 2006  | Brazylijska Formuła Renault               | Dragão Motorsport  | 9       | 0          | 0  | 3  | 2      | 185    | 9       |
| 2006  | Brazylijska Formuła Renault               | Cesário F.Renault  | 9       | 0          | 0  | 3  | 2      | 185    | 9       |
| 2006  | Europejski Puchar Formuły Renault 2.0     | Graff Racing       | 6       | 0          | 0  | 0  | 0      | 1      | 29      |
| 2006  | Brytyjska Formuła Renault (edycja zimowa) | Position 1 Racing  | 4       | 0          | 0  | ?  | 0      | 38     | 11      |
| 2007  | International Formula Master              | JD Motorsport      | 16      | 0          | 0  | 0  | 0      | 1      | 28      |
| 2008  | Formuła Renault 3.5                       | Ultimate Signature | 15      | 0          | 0  | 0  | 0      | 3      | 28      |
| 2008  | Formuła Renault 3.5                       | RC Motorsport      | 15      | 0          | 0  | 0  | 0      | 3      | 28      |
| 2009  | Południowoamerykańska Formuła 3           | Bassan Motorsport  | 17      | 3          | 3  | 1  | 6      | 97     | 2       |
| 2010  | Copa Chevrolet Montana                    | Bassan Motorsport  | 3       | 0          | 0  | 0  | 0      | 5      | 27      |

## Wyniki w Formule Renault 3.5
| Legenda oznaczeń w tabelach wyników Wyświetl szablon na nowej stronie | Legenda oznaczeń w tabelach wyników Wyświetl szablon na nowej stronie                                                                     |
| Oznaczenie                                                            | Wyjaśnienie |
| --------------------------------------------------------------------- | --- |
| Złoty                                                                 | Zwycięzca lub mistrzostwo |
| Srebrny                                                               | 2. miejsce lub wicemistrzostwo |
| Brązowy                                                               | 3. miejsce lub II wicemistrzostwo |
| Zielony                                                               | Ukończył, punktował (w klasyfikacji generalnej, gdy zdobył co najmniej jeden punkt na przestrzeni sezonu, poza trzema powyższymi opcjami) |
| Niebieski                                                             | Ukończył, nie punktował (w klasyfikacji generalnej, gdy nie zdobył co najmniej jednego punktu na przestrzeni sezonu)                      |
| Czerwony                                                              | Nie zakwalifikował się (NZ) |
| Czerwony                                                              | Nie prekwalifikował się (NPK) |
| Różowy                                                                | Nie ukończył (NU) |
| Różowy                                                                | Niesklasyfikowany (NS) (w klasyfikacji generalnej, gdy nie został sklasyfikowany w żadnym wyścigu sezonu)                                 |
| Czarny                                                                | Zdyskwalifikowany (DK) |
| Czarny                                                                | Wykluczony (WYK/EX) |
| Biały                                                                 | Nie wystartował (NW) |
| Biały                                                                 | Kontuzjowany (K/INJ) |
| Biały                                                                 | Wyścig odwołany (OD/C) |
| Bez koloru                                                            | Został wycofany (WYC/WD) |
| Bez koloru                                                            | Nie przybył (NP/DNA) |
| Bez koloru                                                            | Nie brał udziału w treningach (NT/DNP) |
| Bez koloru                                                            | Nie został zgłoszony (–) |
| Pogrubienie                                                           | Start z pole position |
| Kursywa                                                               | Najszybsze okrążenie wyścigu |
| †                                                                     | Nie ukończył, ale jego rezultat został zaliczony ze względu na przejechanie więcej niż 90% dystansu wyścigu.                              |
| *                                                                     | Sezon w trakcie |
| 1/2/3                                                                 | Punktowana pozycja w sprincie |
| Lista systemów punktacji Formuły 1                                    | |

| Rok  | Zespół             | Wyniki w poszczególnych eliminacjach | Wyniki w poszczególnych eliminacjach | Wyniki w poszczególnych eliminacjach | Wyniki w poszczególnych eliminacjach | Wyniki w poszczególnych eliminacjach | Wyniki w poszczególnych eliminacjach | Wyniki w poszczególnych eliminacjach | Wyniki w poszczególnych eliminacjach | Wyniki w poszczególnych eliminacjach | Wyniki w poszczególnych eliminacjach | Wyniki w poszczególnych eliminacjach | Wyniki w poszczególnych eliminacjach | Wyniki w poszczególnych eliminacjach | Wyniki w poszczególnych eliminacjach | Wyniki w poszczególnych eliminacjach | Wyniki w poszczególnych eliminacjach | Wyniki w poszczególnych eliminacjach | Punkty | Pozycja |
| ---- | ------------------ | ------------------------------------ | ------------------------------------ | ------------------------------------ | ------------------------------------ | ------------------------------------ | ------------------------------------ | ------------------------------------ | ------------------------------------ | ------------------------------------ | ------------------------------------ | ------------------------------------ | ------------------------------------ | ------------------------------------ | ------------------------------------ | ------------------------------------ | ------------------------------------ | ------------------------------------ | ------ | ------- |
| 2008 |                    | ITA                                  | ITA                                  | BEL                                  | BEL                                  | MON                                  | GBR                                  | GBR                                  | HUN                                  | HUN                                  | DEU                                  | DEU                                  | FRA                                  | FRA                                  | PRT                                  | PRT                                  | ESP                                  | ESP                                  | 3      | 28      |
| 2008 | Ultimate Signature | 16                                   | NU                                   | 12                                   | 19                                   | 17                                   | -                                    | -                                    | -                                    | -                                    | -                                    | -                                    | -                                    | -                                    | -                                    | -                                    | -                                    | -                                    | 3      | 28      |
| 2008 | RC Motorsport      | -                                    | -                                    | -                                    | -                                    | -                                    | -                                    | -                                    | 14                                   | 17                                   | 8                                    | 17                                   | 16                                   | 20                                   | 18                                   | 17                                   | NU                                   | 16                                   | 3      | 28      |